# Idiops pallidipes
Idiops pallidipes là một loài nhện trong họ Idiopidae.
Loài này thuộc chi Idiops. Idiops pallidipes được William Frederick Purcell miêu tả năm 1908.